# Albaicín

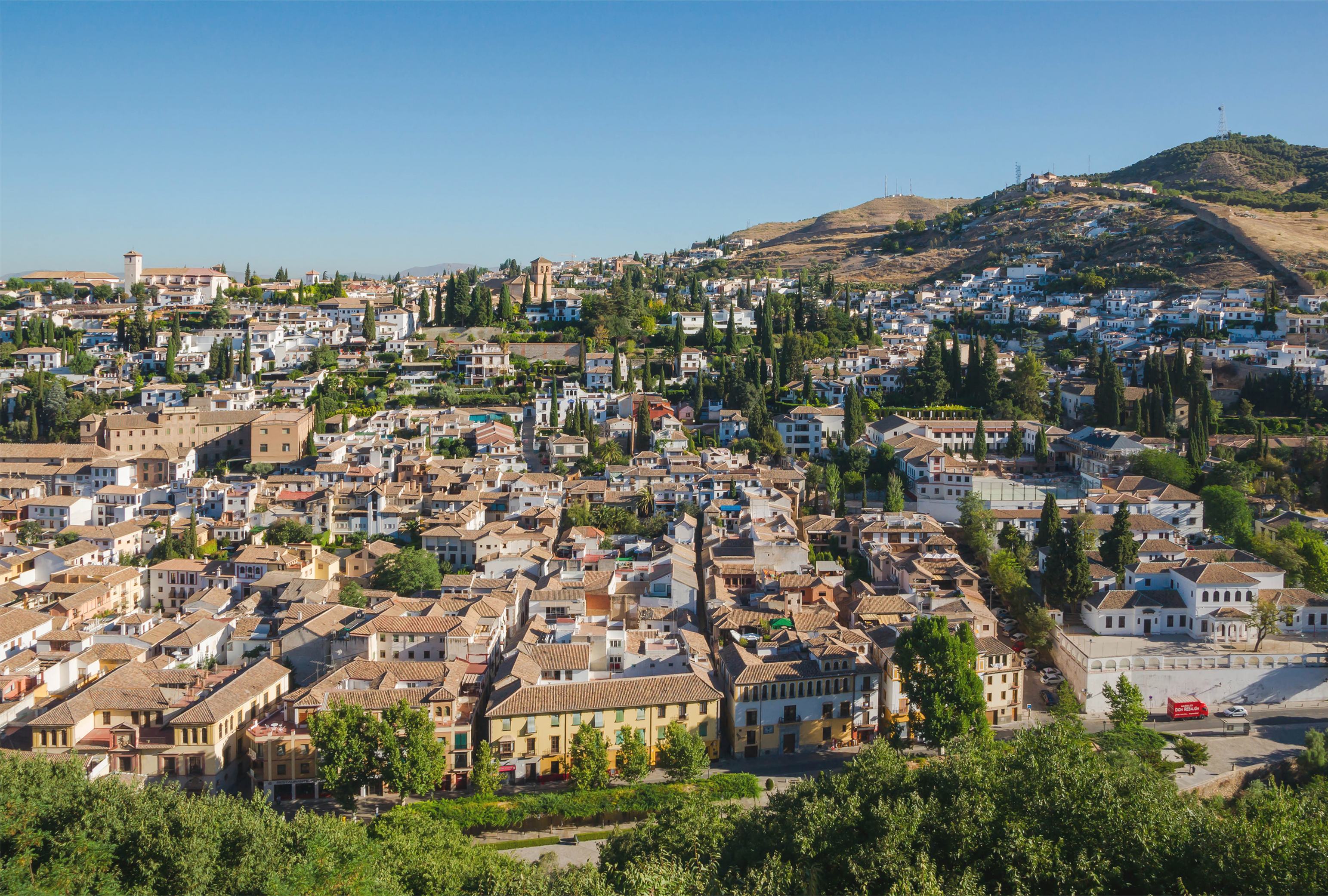
Der Albaicín von der Kirche San Nicolás aus gesehen

Der Albaicín (ältere Schreibweise auch Albaycín) ist das älteste Stadtviertel von Granada in Spanien. Albaicín wurde 1994 als Erweiterung der nahegelegenen Alhambra durch die UNESCO zum Weltkulturerbe erklärt.

## Geschichte
Der Stadtteil Albaicín geht in seiner Entstehung zurück auf die spätantike, vormaurische Siedlung Ilíberis, wobei Mauerreste auf eine Besiedlung bereits zu Zeiten der Iberer und Römer schließen lassen. Um das Jahr 300 fand hier die Synode von Elvira statt.
Das Viertel beherbergt bedeutende historischen Denkmäler und ist dafür bekannt, dass es nach einem mittelalterlichen Straßenplan aus der Nasridenzeit geplant und gebaut wurde. Als die Reconquista die Mauren 1492 endgültig besiegte, erfuhr dieser Stadtteil zahlreiche demographische und bauliche Veränderungen. Dennoch ist festzuhalten, dass Albaicín ein reiches Erbe der maurischen Stadtplanung und Architektur aufweist, in der nasridische Gebäude mit Bauwerken christlicher Tradition harmonisch koexistieren. Das Stadtviertel stellt heute eine der besten Illustrationen von maurischer Stadtplanung, angereichert mit christlichen Bauten der spanischen Renaissance und des Barocks dar.

## Lage

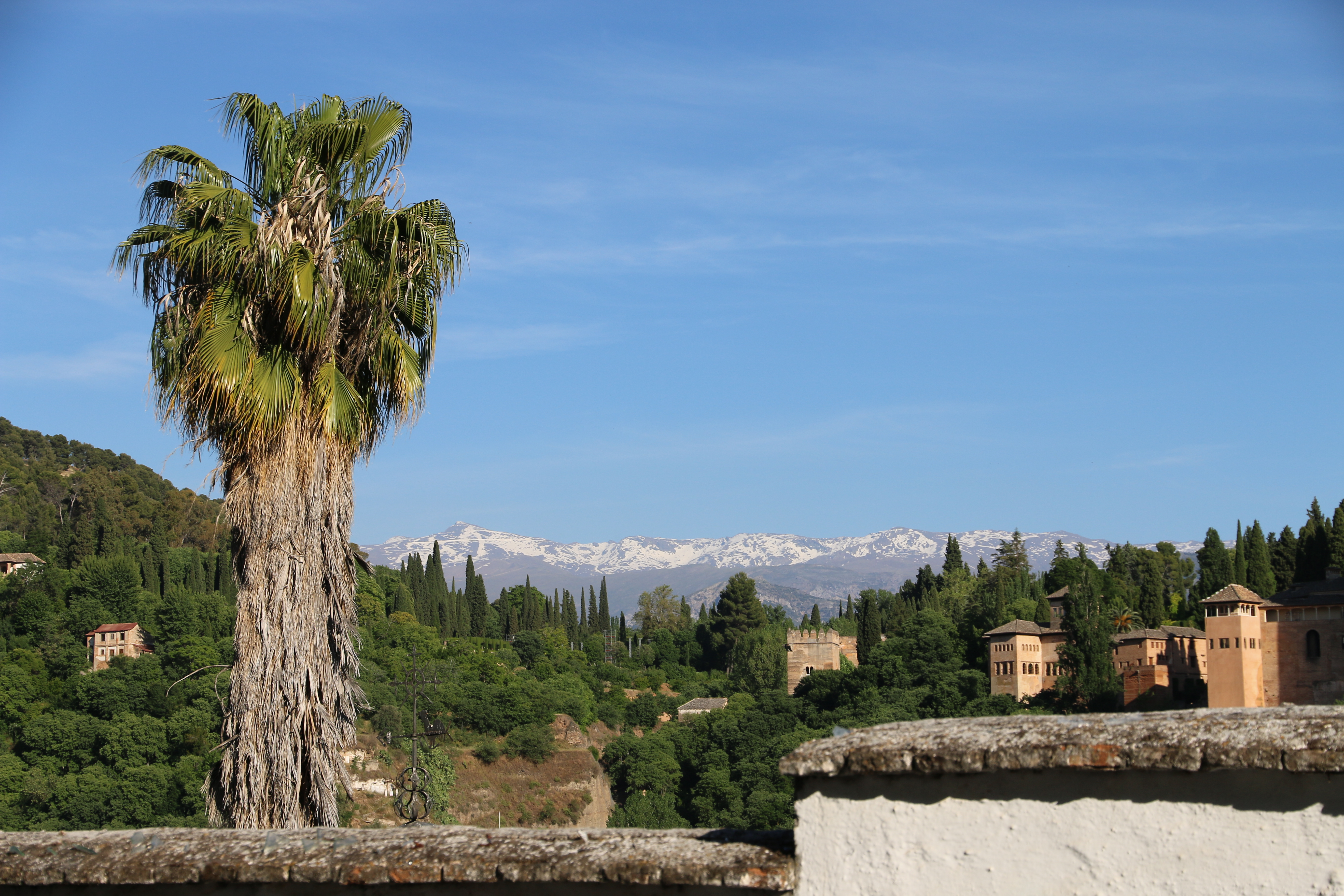
Blick von Albaicín auf die Alhambra und die schneebedeckte Sierra Nevada mit dem 3482 Meter hohen Mulhacén

Das Stadtviertel Albaicín liegt auf einem der drei Bergrücken, auf denen die Stadt Granada gebaut wurde. An vielen Punkten wird der Blick auf die Alhambra und auf die Sierra Nevada mit Mulhacén möglich. Das Stadtviertel liegt auf einen Hügel an der Nordseite des Flusses Darro, der durch Granada fließt. Nicht nur durch seine bekannte Aussicht auf diese bedeutende Stadtburg (kasbah), sondern auch wegen der zahlreichen historischen Bauten und der vielen kleinen Gassen zwischen den überwiegend weiß getünchten Häusern zählt der Albaicín zu den bemerkenswerten Sehenswürdigkeiten Granadas.

## Bedeutende historische Bauten

### Kirchen und Moscheen

#### Kirchen
Nahezu alle Moscheen der Mauren, die teilweise bis ins 11. Jahrhundert zurückreichen, wurden in dem historischen Stadtteil nach dem Sieg der Reconquista im Jahr 1492 nach und nach entweder katholisch geweiht, abgerissen oder als katholische Kirche auf den ursprünglichen Plätzen der Moscheen neu aufgebaut.
- Die Iglesia de Santa Ana (Annakirche) wurde 1537 auf den Mauern einer Moschee erbaut und 1561 mit einer Renaissance-Fassade und mit einem Glockenturm im Mudéjar-Stil umgestaltet.[2]
- Die Inglesia de San Cristobal (Christopheruskirche) wurde 1501 in einem Mischstil von Mudéjar- und Gotikelementen erbaut.[3]
- Die Inglesia de San Ildefonso (Ildefonskirche) wurde von 1553 bis 1559 mit Stilelement des Renaissance- und Mudéjarstil erbaut. Der Altar ist im Barockstil gestaltet.[4]
- Die Inglesia de San José (Josefkirche) steht jetzt auf den Ruinen einer Moschee mit einem Minaret, die im frühen 11. Jahrhundert erbaut wurde. Anfang des Jahres 1494 wurde sie katholisch geweiht, 1525 abgerissen und im gleichen Jahr neu gebaut.
- Die Inglesia de San Juan de los Reyes (Johanneskirche) wurde 1520 erbaut. Ursprünglich stand dort die Moschee Masjid al-Taibin mit einem Minaret. Sie stammte aus dem 13. Jahrhundert und wurde 1520 abgerissen.[5]
- Die Inglesia de San Luis (Ludwigkirche) ist heute eine Ruine. 1526 wurde sie im Mudéjar-Stil erbaut und im 18. Jahrhundert erweitert. In der Zeit des Spanischen Bürgerkriegs wurde sie zerstört.[6]
- Die Inglesia de San Miguel Bajo (Michaelkirche) wurde im 16. Jahrhundert mit gotischen Stilelementen und mit Holzdecken im Mudéjarstil gestaltet. Die Portale lehnen sich an Stil der Renaissance an. 1842 wurde die Kirche geschlossen und verlor danach viele Elemente ihrer hölzernen Innenausgestaltungen.[7]
- Die Inglesia de San Nicolas (Nikolauskirche) wurde am Ort einer früheren Moschee erbaut. Diese Kirche entstand im 16. Jahrhundert im Mudéjarstil.[8]
- Die Iglesia de San Pedro y San Pablo (Peter-und-Paul-Kirche) wurde im 15. Jahrhundert im gemischten Mudéjar- und Renaissancestil erbaut.[9]
- Die Iglesia del Salvador (Salvadorkirche) wurde auf dem Ort der Großen Moschee von Albaicin gebaut. Diese Moschee war zwar kleiner als die Große Moschee von Granada, aber schöner. Sie wurde 1492 katholisch geweiht, 1500 abgerissen und 1501 neu gebaut. Im Spanischen Bürgerkrieg wurde die Kirche 1936 zerstört und danach wieder aufgebaut.[10]

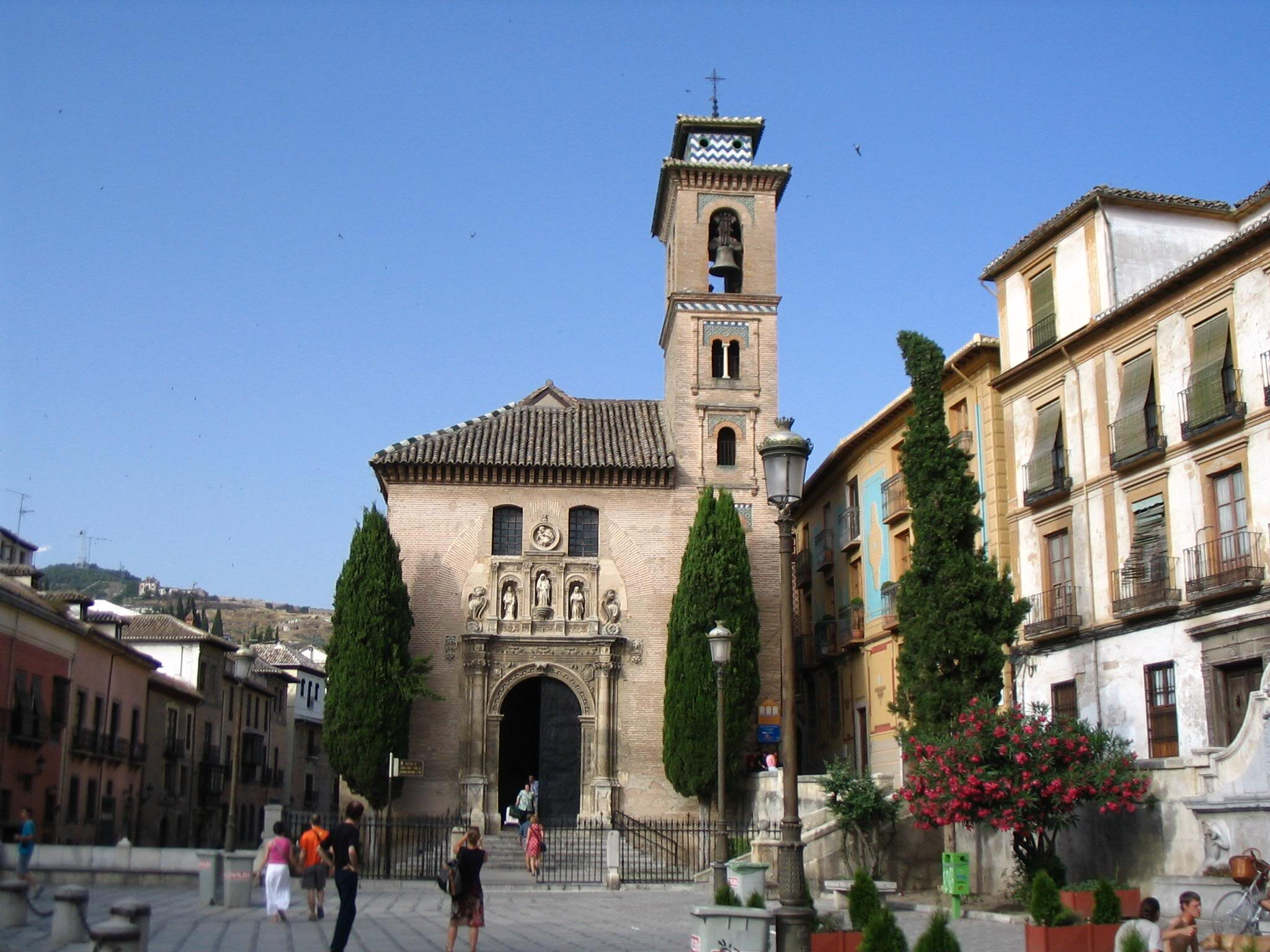
Iglesia de Santa Ana
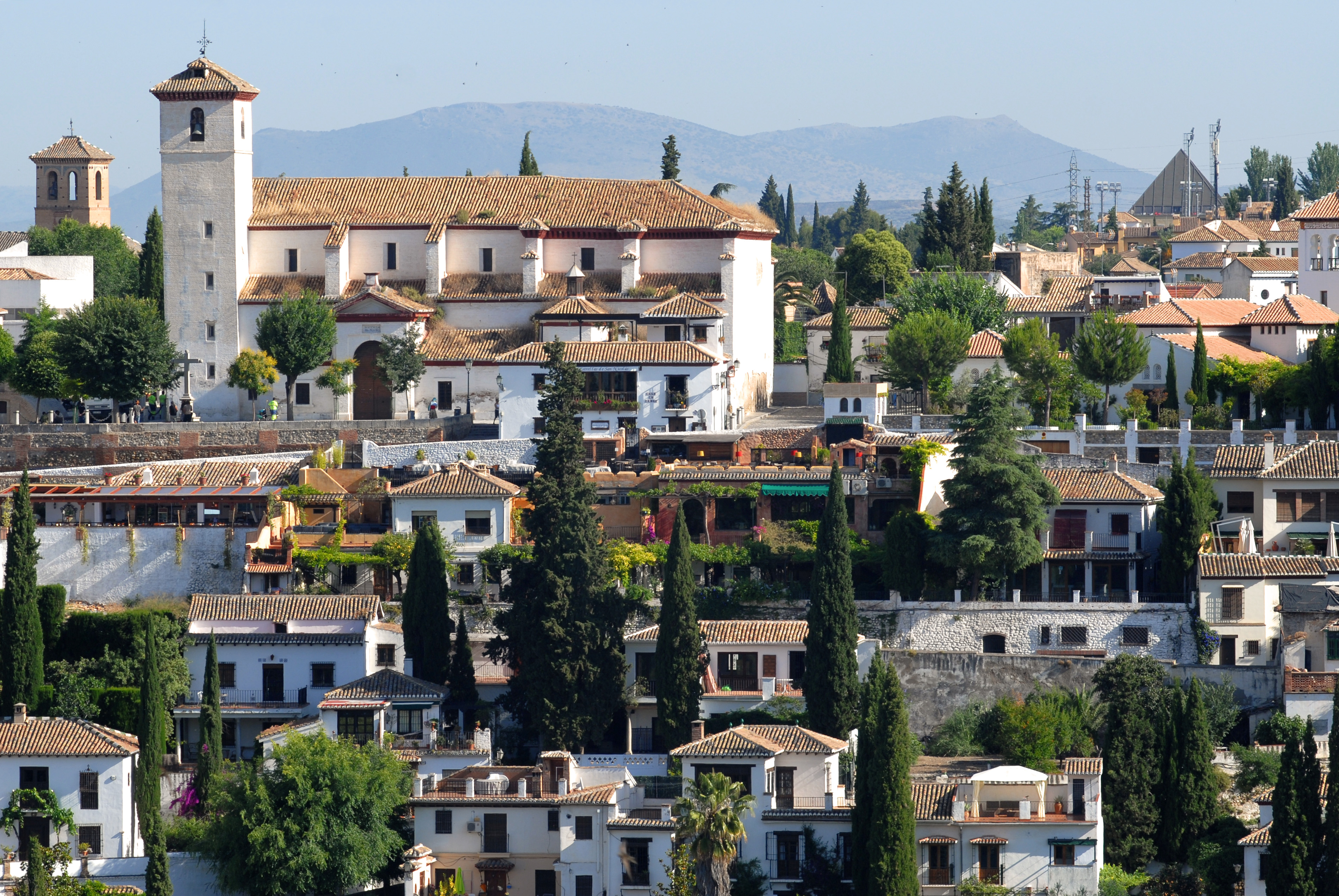
Inglesia de San Nicolas (links oben)
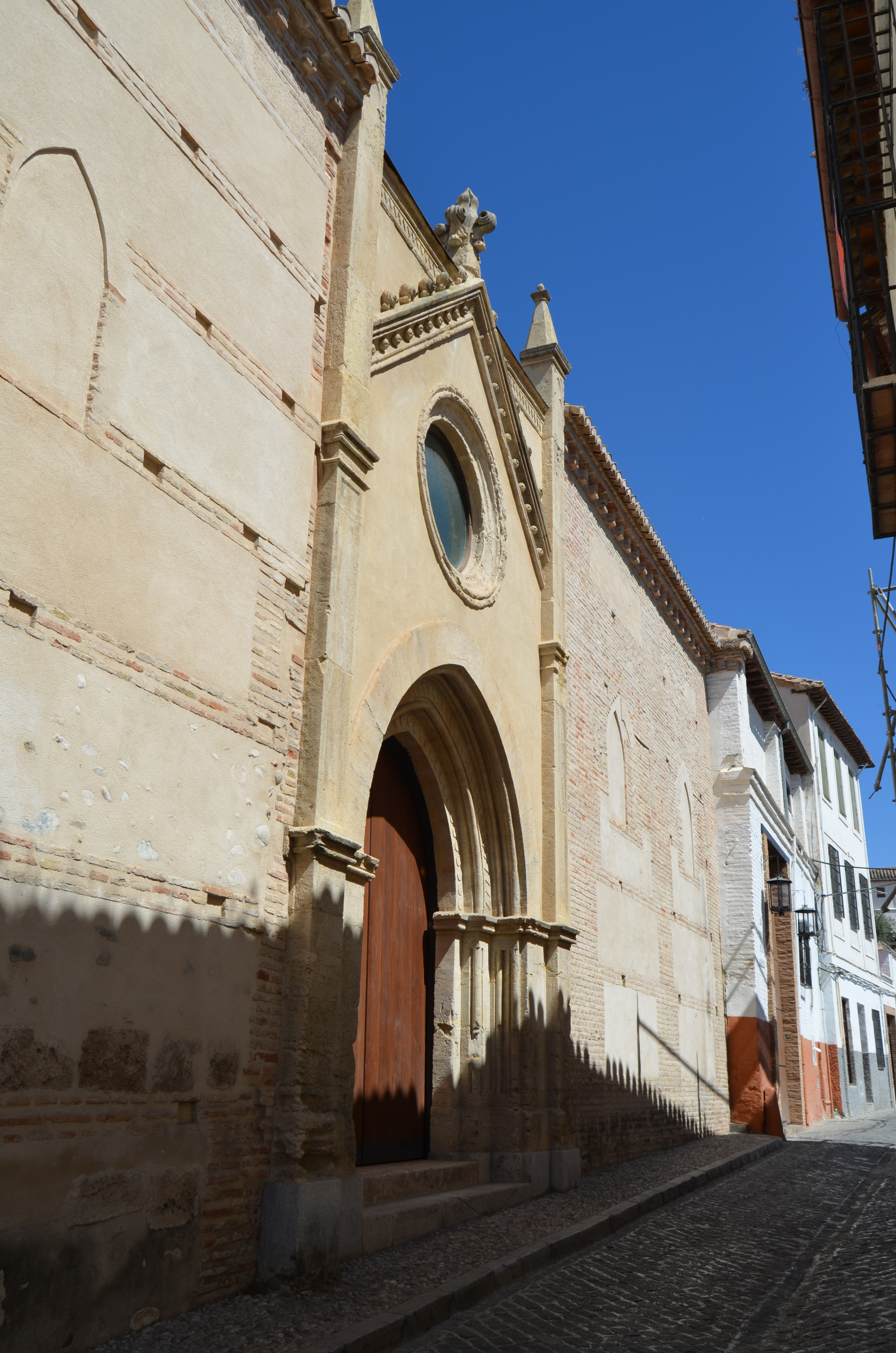
Inglesia de San Juan de los Reyes
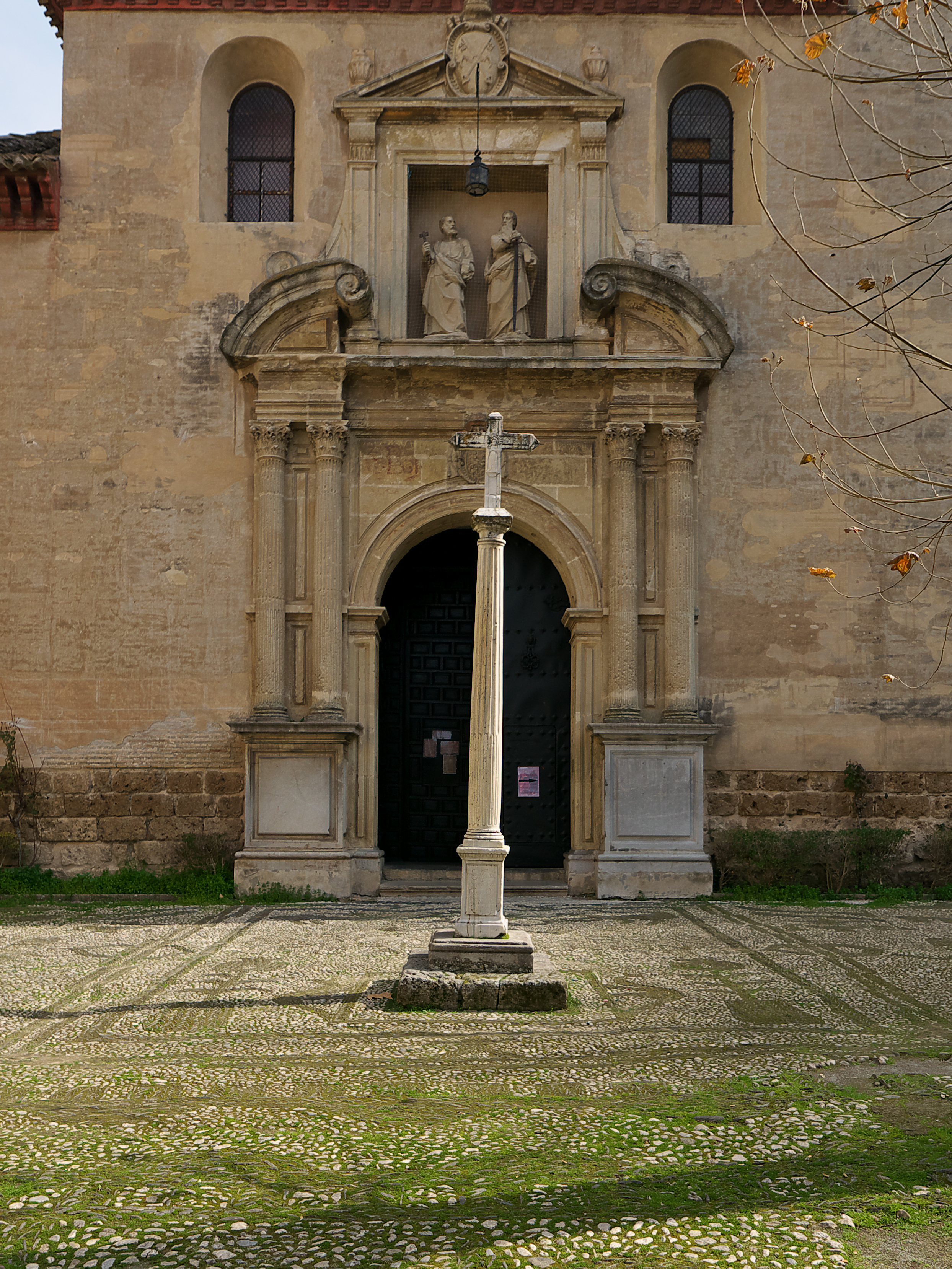
Portal der Iglesia San Pedro y San Pablo

#### Moscheen

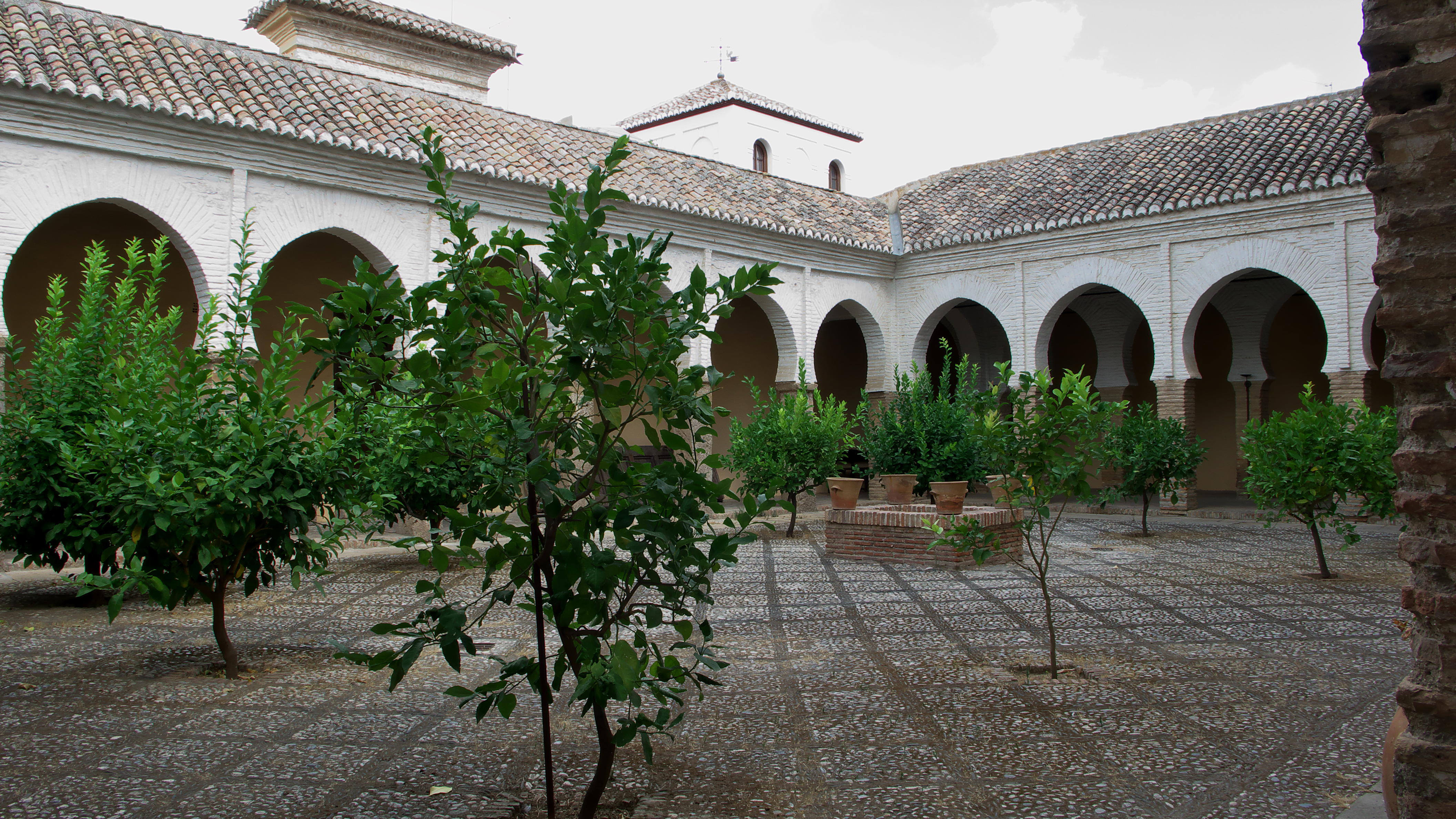
Hof der Großen Moschee Albaicín

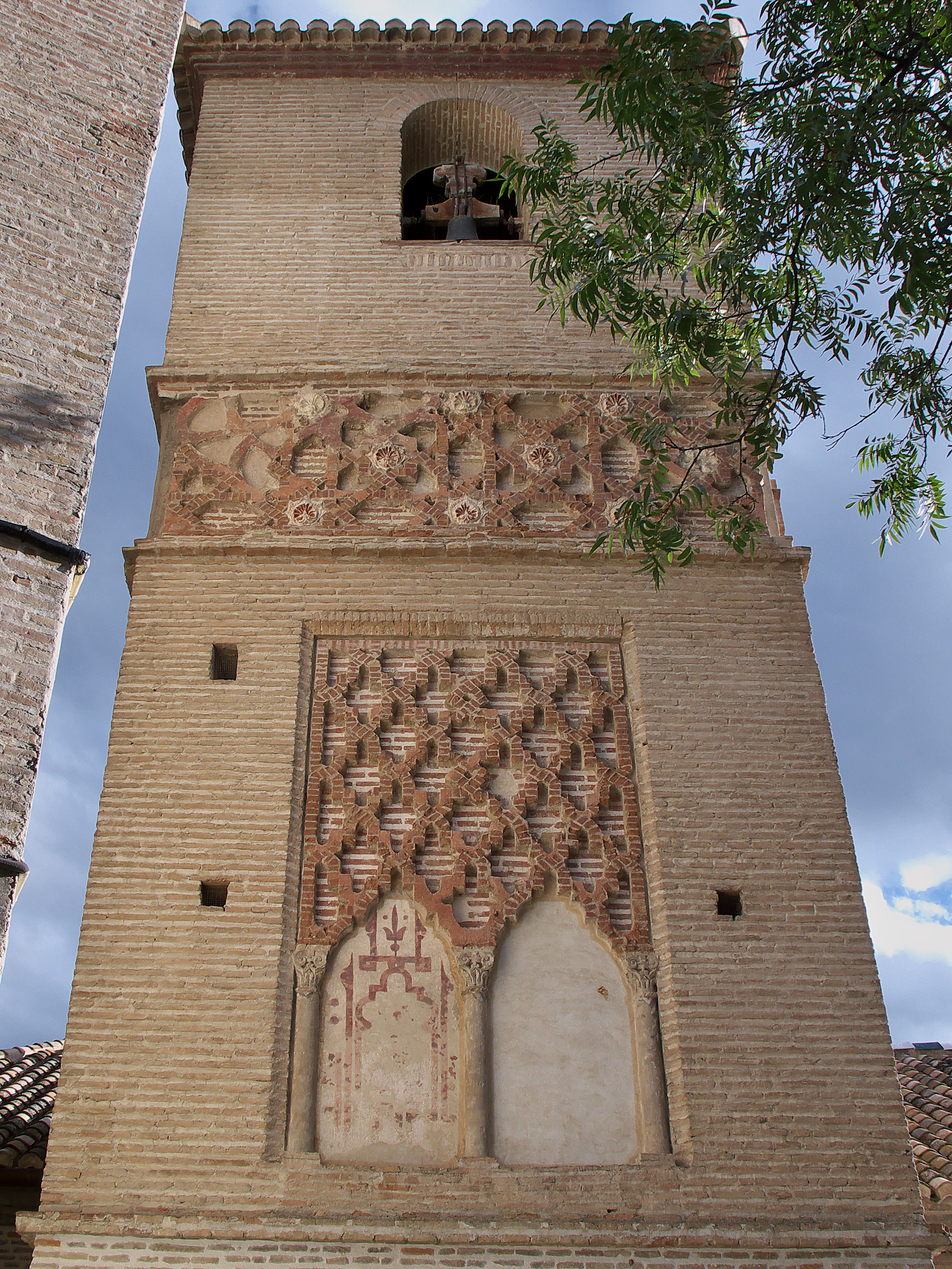
Minaret an der Inglesia de San Juan de los Reyes

Die Masjid al-Jāmiʿ al-Bayyāzīn (Große Moschee Albaicín) wurde im 13. Jahrhundert von Almohaden gegründet. Von ihr ist lediglich ein Sahn, ein Hof, der entsprechend dem traditionellen islamischen Architekturstil jeder Hofmoschee zugeordnet ist, erhalten geblieben. Der Hof in Pferdehufenform war mit Zitronenbäumen bepflanzt und ist an allen Seiten von Arkaden umgeben. Die Große Moschee Albaicín war 42,4 Meter lang und 32,2 Meter breit. Die heute nicht mehr vorhandene Gebetshalle der Großen Moschee hatte die gleiche Form wie die größere Große Moschee von Granada, die ebenfalls nicht erhalten blieb und auf deren Platz heute die Kathedrale von Granada steht. Die Große Moschee Albaicín hatte im Moscheeraum neun Gänge, die durch Reihen von Bögen geteilt waren und von 86 Marmorsäulen getragen wurden. Der Mittelgang war breiter war als die anderen. Gegenüber der Moschee stand ursprünglich eine Grundschule für das Lesen und Schreiben der Arabischen Sprache von Kindern und eine Karawanserei.
Von der Masjid al-Murābiṭīn (Moschee der Hermits oder Moschee oder Almoravids) ist nach dem Abriss der Moscheehalle lediglich das Minarett noch vorhanden. Es wird angenommen, dass die Moschee im 11. Jahrhundert, in der Zeit der Ziriden von Granada erbaut wurde. Das Minarett ist heute ein Teil der Iglesia de San José.
Die Masjid al-Tā'ibīn (Moschee der Konvertierten) ist ebenfalls geschleift worden. Sie wurde von den Almohaden im 13. Jahrhundert erbaut. Sie ist heute ein Bestandteil der Inglesia de San Juan de los Reyes. Sie besteht aus Ziegelmauerwerk und ist mit Sebka-Mustern gestaltet. Dabei handelt es sich um sich überschneidenden Bögen sich entwickelnde Rautenpaneele, die häufig im Maurischen Stil verwendet werden. Sie ähneln den Mustern der größeren Giralda in Sevilla.

#### Weitere islamische Bauwerke
Das Bañuelo ist eines der am besten erhaltenen öffentlichen arabischen Bäder auf der Iberischen Halbinsel, das sich im Stadtviertel befindet. Es ist eines der wenigen Bäder, das von der Reconquista verschont blieb. Genutzt wurde es vom 11. bis ins 16. Jahrhundert, danach verfiel es und wurde zweckentfremdet. Als man seine Bedeutung im 20. Jahrhundert erkannte und restaurierte, entwickelte sich das Bad zu einer Touristenattraktion.

### Museen

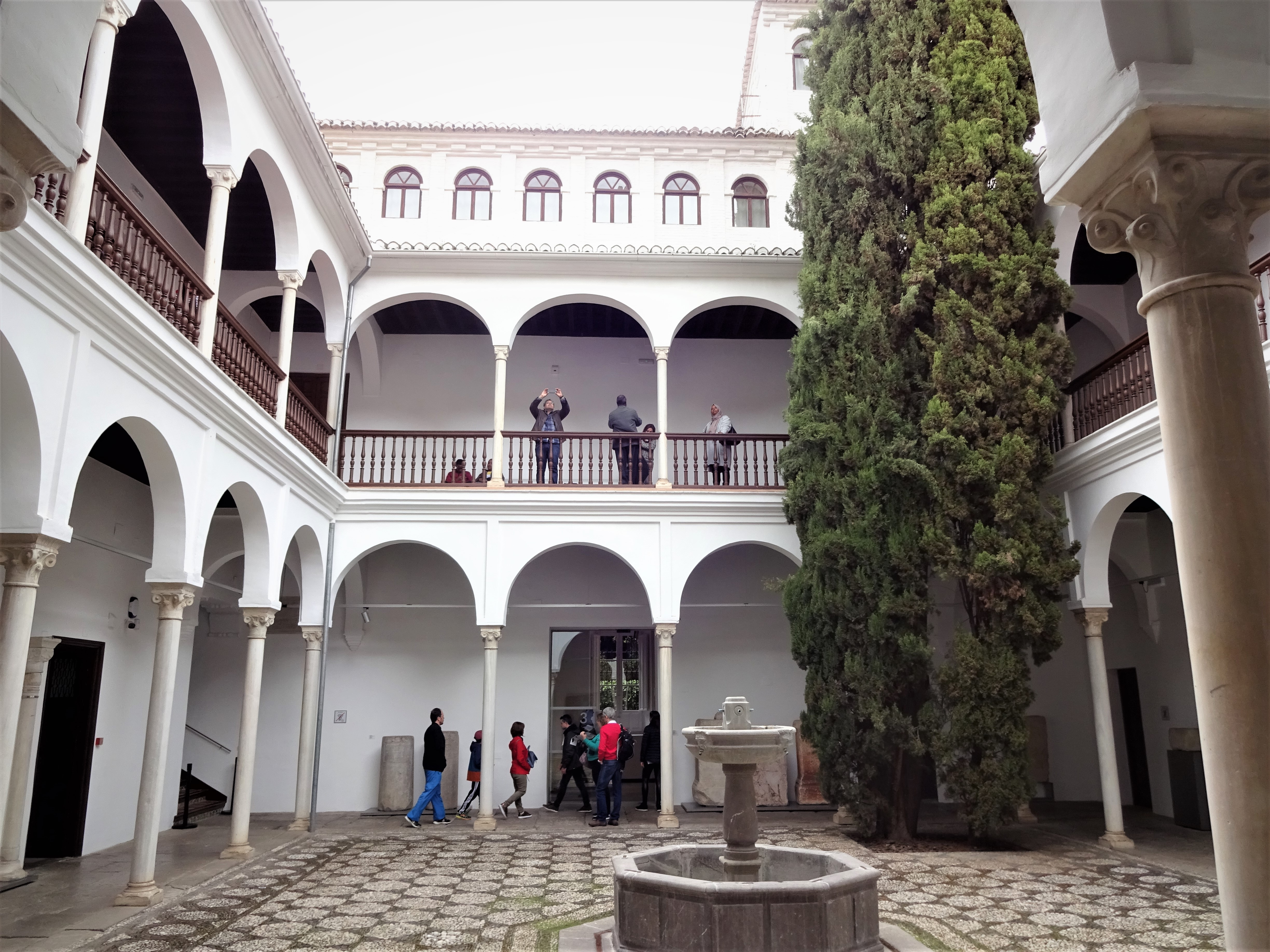
Innenhof des Palasts Casa de Castril
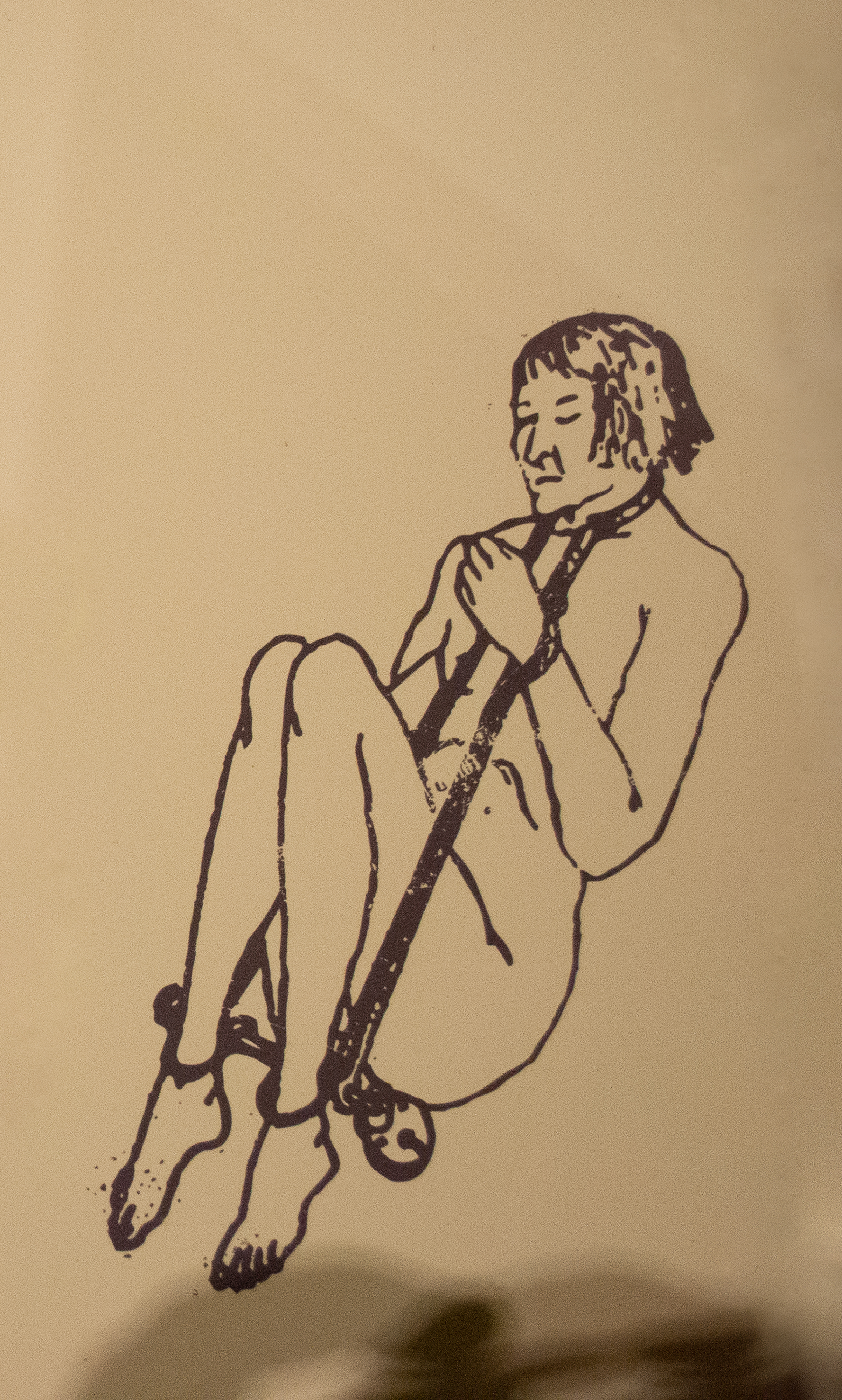
Eine der Foltermethoden der heiligen Inquisition im Palacio de los Olivados

Das Archäologische Museum Granada ist im Palast Casa de Castril untergebracht und zeigt archäologische Funde von der vorgeschichtlichen Zeit bis ins Jahr 1492, dem Jahr der Reconquista.
Im Palacio de los Olvidados (Palast der Vergessenen) ist ein Museum, das sich im Casa-Palacio de Santa Inés (Palast der Heiligen Agnes) befindet. Die Ausstellung befasst sich mit der jüdischen Geschichte und dem kulturellen Erbe Granadas und Andalusiens.